# Астра Шарма
Астра Шарма (англ. Astra Sharma) — австралійська тенісистка, фіналістка Відкритого чемпіонату Австралії в міксті.
Шарма дебютувала на Відкритому чемпіонаті Австралії в 2019 році й зуміла здобути перемогу в першому колі. У міксті вона дісталася фіналу.

## Фінали турнірів Великого шолома

### Мікст: 1 фінал
| Результат | Рік  | Турнір          | Поверхня | Партнер          | Супротивники                 | Рахунок       |
| --------- | ---- | --------------- | -------- | ---------------- | ---------------------------- | ------------- |
| Поразка   | 2019 | Australian Open | Хард     | Джон-Патрік Сміт | Барбора Крейчикова Ражів Рам | 6–7(3–7), 1–6 |

## Фінали турнірів WTA

### Одиночний розряд: 1 фінал
| Результат | В-П | Дата     | Турнір                            | Категорія   | Поверхня | Супротивниця     | Рахунок       |
| --------- | --- | -------- | --------------------------------- | ----------- | -------- | ---------------- | ------------- |
| Поразка   | 0-1 | Кві 2019 | Copa Colsanitas, Богота, Колумбія | Міжнародний | Ґрунт    | Аманда Анісімова | 6–4, 4–6, 1–6 |

### Пари: 1 титул
| Результат | В-П | Дата     | Турнір                            | Категорія   | Поверхня | Партнерка | Супротивниці              | Рахунок  |
| --------- | --- | -------- | --------------------------------- | ----------- | -------- | --------- | ------------------------- | -------- |
| Перемога  | 1–0 | Кві 2019 | Copa Colsanitas, Богота, Колумбія | Міжнародний | Ґрунт    | Зої Гайвз | Гейлі Картер Ена Шибахара | 6–1, 6–2 |